# Mike Sparken
Mike Sparken  es el pseudónimo de Michel Poberejsky (Neuilly sur Seine, 16 de junio de 1930 - Beaulieu-sur-Mer, 21 de septiembre de 2012) fue un piloto de automovilismo francés que llegó a correr una carrera de Fórmula 1. Debutó en la sexta y penúltima carrera de la temporada 1955 (la sexta temporada de la historia) del campeonato del Mundo de la Fórmula 1, disputando el 16 de julio de 1955 el Gran Premio de Gran Bretaña del 1955 en el Circuito de Aintree, donde consiguió el séptimo puesto.
Sparken es conocido, sobre todo, por sus éxitos como piloto en las carreras en Norte de África.

## Resultados

### Fórmula 1
| Año     | Escudería                 | 1   | 2   | 3   | 4   | 5   | 6     | 7   | Pos. | Puntos |
| ------- | ------------------------- | --- | --- | --- | --- | --- | ----- | --- | ---- | ------ |
| 1955    | Officine Alfieri Maserati | ARG | MON | 500 | BEL | NED | GBR 7 | ITA | NC   | 0      |
| Fuente: |                           |     |     |     |     |     |       |     |      |        |